# Oligodon perkinsi
Oligodon perkinsi — вид змій родини полозових (Colubridae).

## Назва
Вид названо на честь натураліста Гранвіля А. Перкінса, який зібрав типовий зразок.

## Поширення
Ендемік Філіппін. Відомий лише з трьох зразків. Поширений на островах Куліон та Бусуанга з групи Каламіанських островів на заході країни. Мешкає у тропічному вологому лісі.